# I Want to Spend My Lifetime Loving You
I Want to Spend My Lifetime Loving You  è una canzone pop incisa nel 1998 da Tina Arena e Marc Anthony e facente parte della colonna sonora del film La maschera di Zorro (The Mask of Zorro) Autori del brano sono Will Jennings (autore del testo) e James Horner (autore delle musiche).
Il brano si aggiudicò l'ALMA Award 1999 come migliore canzone da film.
Il singolo, prodotto da Jim Steinmann e uscito su etichetta Columbia Records/Sony Music, raggiunse il terzo posto delle classifiche in Francia  e il quarto nei Paesi Bassi.

## Tracce

### CD maxi[4][5]
1. I Want to Spend My Lifetime Loving You 4:41
2. Zorro's Theme – London Symphony Orchestra 3:01
3. Not for Sale – Tina Arena 3:55
4. Any Other Love – Tina Arena 4:39

## Classifiche
| Classifica  | Posizione massima | Nr. di settimane |
| ----------- | ----------------- | ---------------- |
| Austria     | 38                | 2                |
| Belgio      | 34                | 7                |
| Francia     | 3                 | 27               |
| Paesi Bassi | 4                 | 31               |
| Svizzera    | 34                | 7                |

## Premi e riconoscimenti
- 1999: ALMA Award[3]

## Cover
- Il brano è stato adattato in lingua olandese da Sander Voss con il titolo Ik wil mijn hele leven bij je zijn.[1] Il brano è stato inciso da Marco Bakker e Ruth Jacott.[1]